# Oplologia

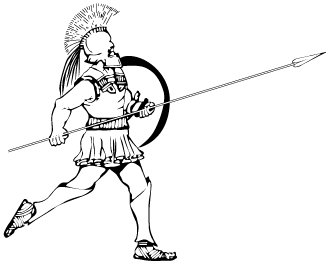
Un oplita greco, armato di lancia e scudo

L'oplologia, in lingua italiana, indica lo studio delle armi e/o della tecnica dell'uso delle armi e/o delle armature.
La varietà di significati è legata alla diversa derivazione etimologica del termine e al suo uso nei paesi anglofoni oppure nei paesi di lingua neolatina.

## Origine ed utilizzo del termine
Il termine è piuttosto recente, coniato nel XIX secolo da Sir Richard Burton, il quale prese spunto dalla figura dello ὁπλίτης, l'oplita, ovvero il fante. Nei paesi anglosassoni il termine hoplology ritornò in uso all'inizio del ventesimo secolo mantenendo il significato originale, cioè la tecnica e il modo d'uso delle armi. Negli anni sessanta del XX secolo il termine diviene campo di studio accademico grazie a Donald Frederick Draeger.
Nello stesso periodo, nei paesi di lingua neolatina come l'Italia, il termine è stato adottato con il significato di studio tecnico delle armi e delle armature da pettori e non come studio e analisi del modo di usarle. L'origine etimologica della parola infatti non è legata al termine greco oplita quanto a hóplon (ὅπλον), l'armatura del fante greco, e da logos.